# Horário Padrão Central
O Fuso Horário Central da América do Norte (CT ou C) é um fuso horário em partes do Canadá, Estados Unidos, México, América Central, algumas ilhas do Caribe e parte do Oceano Pacífico Oriental.
O Horário Padrão Central (CST) está seis horas atrás do Tempo Universal Coordenado (UTC). Durante o verão, a maior parte da zona usa o horário de verão (DST) e muda para o horário de verão central (CDT), que é cinco horas atrás do UTC.
A maior cidade do Fuso Horário Central é a Cidade do México ; a área metropolitana da Cidade do México é a maior área metropolitana da zona e da América do Norte.

## Regiões usando hora central

### Canadá
A província de Manitoba é a única província ou território no Canadá que observa o horário central em todas as áreas.
As seguintes províncias e territórios canadenses observam o horário central nas áreas indicadas, enquanto suas outras áreas observam o horário do leste:
- Nunavut (território): áreas ocidentais (a maior parte da região de Kivalliq e parte da região de Qikiqtaaluk)
- Ontário (província): uma porção do noroeste que faz fronteira com o sudeste de Manitoba, e em torno de Kenora.

Além disso, a maior parte da província de Saskatchewan está no horário padrão central durante todo o ano, nunca se ajustando ao horário de verão. As principais exceções incluem Lloydminster, uma cidade situada na fronteira entre Alberta e Saskatchewan. A carta da cidade estipula que ela deve observar o horário das montanhas e o horário de verão, colocando a comunidade no mesmo horário de toda Alberta, incluindo as principais cidades de Calgary e Edmonton. Como resultado, durante o verão, os relógios de toda a província coincidem com os de Alberta, mas durante o inverno, os relógios da maior parte da província coincidem com os de Manitoba.

### Estados Unidos
Dez estados estão contidos inteiramente no fuso horário central:
- Alabama
- Arkansas
- Illinois
- Iowa
- Luisiana
- Minnesota
- Mississippi
- Missouri
- Oklahoma
- Wisconsin

Cinco estados são divididos entre o horário central e o horário padrão da montanha :
- Kansas : todos, exceto os condados de Sherman, Wallace, Greeley e Hamilton
- Nebraska : dois terços orientais
- Dakota do Norte : todas, exceto as regiões do sudoeste, parte sul do condado de McKenzie e a maior parte do condado de Dunn e o extremo oeste do condado de Sioux
- Dakota do Sul : metade oriental
- Texas : todos, exceto El Paso, Hudspeth e os condados do noroeste de Culberson

Cinco estados estão divididos entre o horário central e o horário do leste :
- Flórida: quase toda o Panhandle da Flórida a oeste do rio Apalachicola; Condado de Franklin a oeste do rioApalachicola e partes do Condado de Gulf estão no Horário Padrão Central
- Indiana: regiões noroeste de (Gary) e sudoeste (Evansville)
- Kentucky: a porção oeste do estado, incluindo a área metropolitana de Bowling Green
- Michigan: condados de Gogebic, Iron, Dickinson, e Menominee
- Tennessee: Oeste do Tennessee e Meio do Tennessee, incluindo grandes cidades de Nashville e Memphis

Além disso, Phenix City, Alabama, e várias comunidades próximas em Russell County, Alabama, observam não oficialmente o horário do leste. Isso se deve à proximidade de Columbus, na Geórgia, que fica no horário do leste.
Embora legalmente localizado dentro do fuso horário central, Kenton, Oklahoma - localizado a leste adjacente da fronteira definida dos fusos horários Central e Mountain (na divisa do estado de Oklahoma− Novo México) - não oficialmente observa o horário da montanha. Isso ocorre porque a maioria das pessoas que interagem com a cidade residem no Novo México ou no Colorado.)

### México
A maior parte do México - aproximadamente os três quartos do leste - fica no fuso horário central, exceto cinco estados do noroeste (Baixa Califórnia, Baja California Sur, Sinaloa, Sonora e a maior parte de Naiarite) e um estado do sudeste (Quintana Roo).

### América Central
Belize, Costa Rica, El Salvador, Guatemala, Honduras e Nicarágua usam o horário padrão central durante todo o ano.

### Ilhas do Pacífico Oriental e outras áreas
As Ilhas Galápagos, no Equador, usam o horário padrão central durante todo o ano; o restante do Equador usa o horário padrão do leste. Tanto a Ilha de Páscoa quanto a Ilha Salas y Gómez no Chile usam o Horário Padrão Central durante o inverno do Hemisfério Sul e o Horário de Verão Central durante o verão do Hemisfério Sul; o restante do Chile usa o horário padrão do Atlântico e o horário de verão do Atlântico.

## Horário de Verão Central
O horário de verão (DST) está em vigor em grande parte do fuso horário central entre meados de março e início de novembro. A hora modificada é chamada de "Central Daylight Time" (CDT) e é UTC-05:00. No Canadá, Saskatchewan não observa mudança de horário. Uma razão para a falta de mudança de horário em Saskatchewan é que o 105º meridiano de longitude, o ponto inicial do fuso horário da montanha, divide a província em partes aproximadamente iguais. A província optou por mudar para o horário de verão "permanente" por fazer parte do fuso horário central. A única exceção é a região imediatamente ao redor do lado de Saskatchewan da cidade biprovincial de Lloydminster, que optou por usar o horário de montanha com DST, sincronizando seus relógios com os de Alberta.
Nas áreas dos fusos horários canadenses e americanos que observam o horário de verão, a partir de 2007, o horário local muda às 02:00, horário padrão local, para 03:00, horário de verão local, no segundo domingo de março e retorna às 02:00, horário de verão local. hora para 01:00 hora padrão local no primeiro domingo de novembro. O México decidiu não concordar com essa mudança e observa seu horário de verão do primeiro domingo de abril ao último domingo de outubro. Em dezembro de 2009 , o Congresso mexicano permitiu que dez cidades fronteiriças, oito das quais em estados que observam o horário central, adotassem o horário de verão dos EUA em vigor em 2010. Outubro de 2022 foi o último CDT no México, pois aboliu o horário de verão. Nos EUA, o Sunshine Protection Act é uma legislação proposta que acabaria permanentemente com as mudanças sazonais.

## Lista alfabética das principais áreas metropolitanas do fuso horário central
- Acapulco, Guerrero
- Aguascalientes, Aguascalientes
- Amarillo, Texas
- Antigua Guatemala
- Austin, Texas
- Baton Rouge, Louisiana
- Beaumont/Port Arthur, Texas
- Cidade de Belize, Belize
- Belmopan, Belize
- Birmingham, Alabama
- Bismarck, Dakota do Norte
- Bloomington, Illinois
- Bowling Green, Kentucky
- Brandon, Manitoba
- Cedar Rapids, Iowa
- Champaign, Illinois
- Chicago, Illinois
- Clarksville, Tennessee
- Comarca Lagunera (Torreón, Gómez Palacio, Lerdo)
- Columbia, Missouri
- Cuernavaca, Morelos
- Dallas–Fort Worth, Texas
- Des Moines, Iowa
- Enid, Oklahoma
- Evansville, Indiana
- Fargo, Dakota do Norte
- Fort Smith, Arkansas
- Fort Walton Beach, Florida
- Grand Forks, Dakota do Norte
- Grand Rapids, Manitoba
- Green Bay, Wisconsin
- Guadalajara, Jalisco
- Guatemala City, Guatemala
- Houston, Texas
- Huntsville, Alabama
- Iowa City, Iowa
- Jackson, Mississippi
- Jackson, Tennessee
- Janesville, Wisconsin
- Jonesboro, Arkansas
- Joplin, Missouri
- Kansas City, Missouri/Kansas
- Killeen–Temple–Fort Hood, Texas
- Lafayette, Louisiana
- Lawrence, Kansas
- León, Guanajuato
- Lincoln, Nebraska
- Little Rock, Arkansas
- Lubbock, Texas
- Madison, Wisconsin
- Managua, Nicarágua
- Memphis, Tennessee
- Mérida, Iucatã
- Cidade do México
- Midland/Odessa, Texas
- Milwaukee, Wisconsin
- Minneapolis–Saint Paul, Minnesota
- Mobile, Alabama
- Monroe, Louisiana
- Monterrey, Nuevo León
- Montgomery, Alabama
- Morelia, Michoacán
- Nashville, Tennessee
- Nova Orleães, Luisiana
- Normal, Illinois
- Noroeste de Arkansas
- Oklahoma City, Oklahoma
- Omaha, Nebraska
- Panama City, Flórida
- Pensacola, Flórida
- Peoria, Illinois
- Puebla, Puebla
- Quad Cities, Iowa/Illinois
- Racine, Wisconsin
- Red Lake, Ontário
- Regina, Saskatchewan
- Rockford, Illinois
- Rochester, Minnesota
- Sioux City, Iowa
- Sioux Falls, Dakota do Sul
- St. Louis, Missouri
- San Antonio, Texas
- San José, Costa Rica
- San Luis Potosí City
- San Pedro Sula, Honduras
- San Salvador, El Salvador
- Santiago de Querétaro, Querétaro
- Saskatoon, Saskatchewan
- Shreveport–Bossier City, Louisiana
- Springfield, Illinois
- Springfield, Missouri
- Tampico, Tamaulipas
- Tegucigalpa, Honduras
- Thompson, Manitoba
- Toluca, Estado de México
- Topeka, Kansas
- Tuscaloosa, Alabama
- Tulsa, Oklahoma
- Wichita, Kansas
- Wichita Falls, Texas
- Winnipeg, Manitoba
- Zacatecas, Zacatecas